# Las Estrellas
Лас Естрельяс (ісп. Las Estrellas; раніше відомий як Canal de las Estrellas, скор. «Канал де лас Естрельяс») — мексиканський телеканал, що належить і керується телекомпанією Televisa, заснований 21 березня 1951 року. Штаб-квартира мережі знаходиться в Мехіко.

## Популярні програми

### Серіали
- Італійка збирається заміж (1971—1973);
- Ель-Чапулін-Колорадо (1973—1979);
- Чаво з восьмого (1975—1980);
- Багаті теж плачуть (1979—1980);
- Колоріна (1980—1981);
- Дім, який я пограбувала (1981);
- Прокляття (1983—1984);
- Ніхто, крім тебе (1985);
- Жінка, випадки з реального життя (1986—2007);
- Дика роза (1987—1988);
- Гріх Оюкі (1988);
- Моя друга мама (1989);
- Карусель (1989—1990);
- Просто Марія (1989—1990);
- Я купую цю жінку (1990);
- Дике серце (1993—1994);
- Марімар (1994);
- Хазяйка (1995);
- Алондра (1995);
- Марія з передмістя (1995—1996);
- Марісоль (1996);
- Одного разу в нас виростуть крила (1997);
- Узурпаторка (1998);
- Привілей кохати (1998);
- Росалінда (1999);
- Обійми мене міцніше (2000—2001);
- Справжнє кохання (2003);
- Мій гріх — у любові до тебе (2004);
- Рубі (2004);
- Бунтарі (2004—2006);
- Мачуха (2005);
- Світанок (2005);
- Ель-Чаво-Анімадо (2006—2014);
- Чисте кохання (2007);
- Вогонь у крові (2008);
- Завтра – це назавжди (2008—2009);
- Обережно з ангелом (2008—2009);
- Дике серце (2009);
- Море кохання (2009);
- Я твоя хазяйка (2010);
- Тереза (2010—2011);
- Тріумф любові (2010—2011);
- Коли я закоханий (2010—2011);
- Істинне кохання (2012);
- Непокірне серце (2013);
- Те, що життя в мене вкрало (2013—2014);
- Які ж бідні багаті (2014);
- Моє серце твоє (2014—2015);
- Непростимо (2015);
- Пристрасть та влада (2015—2016);
- Тричі Ана (2016);
- Кандидатка (2016—2017);
- Прокидатися з тобою (2016—2017);
- Політ Вікторії (2017);
- Моє чарівне прокляття (2017);
- Піддатися спокусі (2017—2018);
- Мій чоловік має сім’ю (2017—2019);
- Кохання поза законом (2018—2019);
- Узурпаторка (2019);
- Подолати страх (2020);
- Я даю тобі життя (2020);
- Рубі (2020);
- Імперія брехні (2020—2021);
- Мексиканка та блондин (2020—2021);
- Хочу це все (2020—2021);
- Безсердечна (2021);
- Якщо нам дозволять (2021);
- Мені пощастило кохати тебе (2021—2022);
- З тобою, так (2021—2022);
- Багаті теж плачуть (2022);
- Мачуха (2022);
- Нічия жінка (2022);
- Мій секрет (2022—2023);
- Кабо (2022—2023);
- Мій спосіб — любити тебе (2022—2023);
- Непереможне кохання (2023);
- Земля надії (2023);
- Прокляття (2023—2024);
- Жити любов'ю (2024);
- Батькам для зручності (2024);
- Історія Хуани (2024);
- Моя вічна любов (2024);
- Гірке кохання (2024—2025);

## Логотип

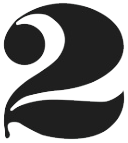
Логотип використовувався з 1968 по 1982 рік.
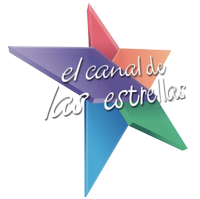
Логотип використовувався з 1993 по 1994 рік.
Логотип використовувався з 2008 по 2016 рік.
Логотип використовується з 2016 року.